# Блискучий світ
«Блискучий світ» — роман Олександра Гріна, написаний у 1921—1923 роках. Вперше опубліковано в 1924 році в ленінградському журналі «Червона нива».

## Сюжет
В романі розповідається про Друда - людину, наділену чудесним даром польоту, подібного до польоту уві сні, і про переслідування його з боку бездушних багатіїв, які правлять світом.
У певному місті з'явилося оголошення, що в цирку дасть єдину виставу «Людина Подвійної Зірки», яка здійснить політ у повітрі без будь-яких пристроїв. Оскільки цей артист не бере за свій виступ грошей, ним зацікавилася таємна поліція. Містом поповзли різні чутки про особу гастролера, і на виставу були зразу ж розкуплені всі квитки, навіть за потрійною ціною. В цирку зібралася вся знать, серед якої була небога міністра Руна Бегуем.
Виступ Людини Подвійний Зірки, або Друда (так його звали), викликав сенсацію, і після виступу по дорозі додому на нього було скоєно напад, в результаті якого загинув один з нападників.
Тим часом в одному з готелів міста «Рим» відбуваються дивні події: в закритий ключем номер потрапив мешканець. Це був не хто інший, як Друд, який жив у готелі під вигаданим ім'ям, ховаючись від людей, щоб не стати об'єктом наукових досліджень. Господар готелю, за наказом влади, підсипав Друдові снодійне в каву, а викликана карета швидкої допомоги доставила його до в'язниці.
Руна не може забути Друда і звертається до дядька з проханням дозволити відвідати його. Про місцезнаходження Друда вона знає від своєї покоївки, яка, в свою чергу, дізналася про те, що сталося, від службовців готелю «Рим». Дядько пояснює, що потрібно досліджувати феномен Друда, але дізнавшись, що племінниця відчуває до останнього таємну пристрасть, погоджується дати дозвіл на побачення.
До закутого в ланцюги Друда приходить Руна і передає йому два напилки, щоб він з їхньою допомогою звільнився від кайданів. Друд хитрістю змушує вартового відімкнути його камеру і вилітає через відчинені двері.
Допомога Руни пробудила в Друда взаємне почуття і він таємно прилетів до неї висловити свою подяку і повагу. Але, дізнавшись, що Руна хоче за допомогою його незвичайного дару завоювати весь світ, він з прикрістю відлітає.
Навесні наступного року в Лісс прибуває 19-річна Таві, яка знайшла місце компаньйонки в якогось Торпа. У поїзді Таві знайомиться з чоловіком на ім'я Крукс. Не дочекавшись Торпа на вокзалі, Таві приїжджає за вказаною адресою, де з'ясовується, що Торп раптово помер від розриву аорти. Вдова Торпа радіє його смерті, оскільки ненавиділа свого чоловіка через його постійні захоплення молоденькими компаньйонками. Вона проводить Таві в його кабінет з книгами, в більшості своїй еротичного змісту.
Не взявши запропоновані їй гроші і розмірковуючи, як повернутися додому, Таві йде на виставу до Клубу повітроплавців. Там вона зустрічає Крукса. Крукс читав присутнім лекцію про те, як потрібно літати на апараті, схожому на лебедя. На питання голови «Хто вірить в політ Крукса?» тільки Таві піднімає руку і підтримує доповідача. Політ відбувся.
Повернувшись додому, Таві не може забути Крукса. Готуючись до дня народження, вона постійно згадує його. Таві приходять привітати гості. У самий розпал веселощів Таві заарештовують, але за допомогою Крукса їй вдається втекти. Крукс, який виявляється Друдом, доставляє дівчину в безпечне місце. Він пояснює їй, що її хотіли заарештувати, думаючи, що вона знає про його місцезнаходження. Тепер вони разом.
До Руни приходить незнайомець і пропонує їй разом знищити Друда. Змучена від численних галюцинацій Руна дає незнайомцю гроші, щоб він убив Друда. Через деякий час вони знову зустрічаються, і незнайомець повідомляє, що не зміг досягти мети. Вийшовши на вулицю, Руна бачить закривавленого чоловіка, що лежить на землі, який, нібито, впав з вікна. Руна для себе бачить у цій людині Друда і тим самим звільняється. Пізніше вона виходить заміж.

## Значення
Політ символізує творчу свободу людини - чужу, незвичну і навіть ворожу світу продажності, відсталості й вульгарності. Друд у романі вимовляє ряд яскравих промов, закликаючи присутніх взяти вищі, істинно людські цінності замість потурання жадібності й злобі.
Ймовірно, роман Гріна надихнув Олександра Бєляєва на створення роману «Аріель».

## Екранізації
- «Блискучий світ» — екранізація 1984 року режисера Булата Мансурова[ru].